# Northern Rocky Mountains Park
Northern Rocky Mountains Park är en park i Kanada.   Den ligger i provinsen British Columbia, i den centrala delen av landet, 3 500 km väster om huvudstaden Ottawa. Northern Rocky Mountains Park ligger 1 649 meter över havet.
Terrängen runt Northern Rocky Mountains Park är kuperad åt sydost, men åt nordväst är den bergig. Northern Rocky Mountains Park ligger uppe på en höjd. Trakten runt Northern Rocky Mountains Park är nära nog obefolkad, med mindre än två invånare per kvadratkilometer.. Det finns inga samhällen i närheten.
I omgivningarna runt Northern Rocky Mountains Park växer i huvudsak barrskog.